# Luis Arístegui y Doz

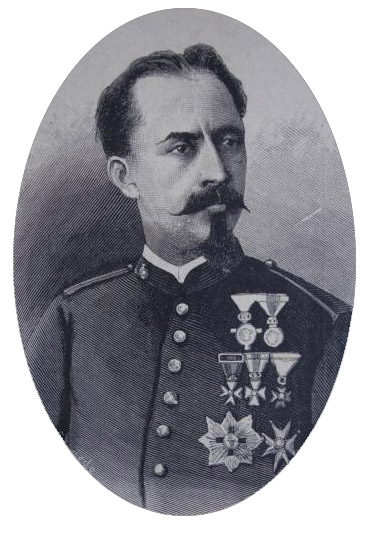
Luis Arístegui y Doz

Luis Arístegui y Doz (Jerez de la Frontera, 1833 - Madrid, 1886) fue un militar español. 

## Biografía
Conde de Mirasol, fue preceptor del príncipe de Asturias y luego ayudante del rey Alfonso XII. Escribió varios trabajos sobre temática militar. En 1886 ostentaba el rango de coronel y estaba al mando del regimiento de Artillería de Madrid. La noche del 19 de septiembre de 1886 tuvo lugar una sublevación militar entre las guarniciones de Madrid, durante la cual el coronel Arístegui resultó muerto. Estuvo casado con Luisa Rodríguez de Toro y Pérez de Estela.